# Șîrokopole, Solone
Șîrokopole (în ucraineană Широкополе) este un sat în comuna Bașmacika din raionul Solone, regiunea Dnipropetrovsk, Ucraina.

## Demografie
Componența lingvistică a localității Șîrokopole
     Ucraineană (92,48%)
     Rusă (7,52%)
Conform recensământului din 2001, majoritatea populației localității Șîrokopole era vorbitoare de ucraineană (92,48%), existând în minoritate și vorbitori de rusă (7,52%).